# Affaire des viols collectifs d'Oxford
L'affaire des viols collectifs d'Oxford désigne un ensemble de crimes sexuels sur des enfants commis par des bandes organisées.
En mai 2013, un groupe de sept hommes a été reconnu coupable d'infractions sexuelles, de viols, de complot en vue de commettre un viol, de proxénétisme notamment de prostitution d'enfants, d'exploitation sexuelle et de provocation d'avortement. Les six victimes étaient mineures au moment des faits et ont été victimes de « violence sexuelle sadique : des agressions sexuelles conçues pour faire couler le sang, des viols multiples, des attaques physiques notamment des étranglements ». Les victimes étaient principalement blanches et l'ensemble des agresseurs n'étaient pas blancs, ce qui a suscité des débats pour savoir si les crimes avaient une motivation raciale et si l'échec initial à enquêter sur eux était lié aux « autorités qui auraient eu peur d'être accusées de racisme ».
En mars 2015, un rapport du Oxfordshire Safeguarding Children Board a révélé que plus de 370 enfants, essentiellement des filles de la ville d'Oxford, avaient été exploités sexuellement par des gangs dans la région. Le rapport accuse notamment la police de Thames Valley, alors dirigée par le Chef de la police Sara Thornton de n'avoir pas réagi, d'avoir mis en doute les témoignages des enfants victimes et de s'être abstenue d'intervenir après les appels répétés à l'aide. Le rapport accuse également les services sociaux de l'Oxfordshire de ne pas avoir protégé les enfants, malgré des preuves irréfutables qu'ils étaient en danger.
Ce rapport a également appelé à mener des recherches pour déterminer pourquoi un grand nombre des criminels sont des « Pakistanais et/ou de culture musulmane ».

## Contexte
Depuis le début des années 1980 jusqu'au début des années 2010, dans des villes d'Angleterre, plus de 4 000 enfants ont été abusés sexuellement, parfois torturés, parfois prostitués, par des bandes criminelles organisées ou des groupes informels d'hommes,. En 2011, une première série d'agressions sexuelles est rendue publique par la presse. Des enquêtes, conduites par des associations caritatives, puis le gouvernement britannique, ont permis d'éclaircir les faits, soulignant notamment l'incurie des services sociaux et de la police locale, et de prendre des mesures appropriées pour assurer la protection des enfants,. Dans certains cas, l'exploitation de mineurs durait depuis plus de 15 ans. L'appartenance ethnique et les origines culturelles des victimes, et, surtout, celles des criminels, ont focalisé l'attention des médias et de l'opinion publique dans tout le pays,,.

## Auteurs
Parmi les sept hommes condamnés figurent deux fratries : Mohammed Karrar (38), Bassam Karrar (33), Akhtar Dogar (32), Anjum Dogar (31) ainsi que trois autres hommes : Kamar Jamil (27), Hussain al-Assad (32) et Zeeshan Ahmed (27). Cinq sont britanniques d'origine pakistanaise et deux d'Afrique de l'Est.

## Crimes
De 2004 à 2012, le gang a abusé d'enfants âgés de 11 à 15 ans issus de familles connaissant des problèmes sociaux. Les criminels leur ont donné des cadeaux, de l'alcool et fait prendre du crack, de la cocaïne et de l'héroïne. Après que les enfants sont devenus dépendants, ils ont été surveillés de sorte qu'ils ne puissent plus s'échapper. Les criminels menaçaient notamment les enfants de s'en prendre à leurs familles s'ils essayaient de s'enfuir. Les filles ont été violées par voie vaginale, orale et anale, parfois par plusieurs hommes, généralement pendant plusieurs jours de suite. Certaines filles ont été forcées à se prostituer dans des maisons d'hôtes à Bradford, Leeds, Londres, Slough et Bournemouth, où des hommes payaient pour avoir des relations sexuelles avec elles. Les filles ont été soumises à une extrême violence sexuelle, des morsures, des étranglements et des brûlures. Les enfants étaient torturés avec des couteaux, des battes de base-ball et des hachoirs à viande et les hommes urinaient sur leurs victimes. Une fille de 14 ans a été brûlée avec un briquet pour avoir tenté de résister aux viols. La mère d'une autre victime dit avoir « supplié les services sociaux de porter secours à sa fille » et que les membres du gang l'avaient « menacée de couper le visage de la jeune fille » et de « trancher la gorge » des membres de sa famille.
Une jeune fille âgée de 12 ans a été forcée à se prostituer. Elle a été abusée dans divers endroits dans la région d'Oxford, notamment dans un appartement de la Nanford Guest House, dans l'hôtel Travelodge et les bois de Shotover. Elle a souvent été infectée par des chlamydia et était couverte de brûlures, là où les hommes avaient écrasé leurs cigarettes. En raison de ces traumatismes, la jeune fille avait commencé à s'auto-mutiler. Elle décrit son expérience comme « l'enfer ». Elle a dit que les hommes semblaient être excités sexuellement par ses pleurs.
Mohammed Karrar, le meneur de la bande, prenait peu de précautions. Selon le Guardian, il a « agi dans la croyance que les autorités ne s'occuperaient jamais de son cas – ce qui s'est avéré pendant des années ». Il a notamment marqué les fesses d'une victime mineure avec ses initiales « M », comme un bétail de sa propriété et faisait payer des hommes entre 400 £ et 600 £ pour avoir des relations sexuelles avec elle. Karrar a rendu visite à cette jeune fille chez elle, où elle s'occupait de ses parents sourds et malades,,. Il a effectué un avortement illégal sur la même fille.
Karrar avait régulièrement des rapports sexuels avec cette victime quand elle avait 12 ans. Son frère avait en parallèle des rapports sexuels avec elle moins souvent. Avant d'avoir atteint son adolescence, elle était enceinte. Karrar est entré en rage et l'a saisie par la gorge. Il lui a donné des médicaments et l'a emmenée dans le quartier de Reading où un avortement illégal a été réalisé avec un crochet.
Une jeune fille de 14 ans a été menacée avec une arme à feu puis violée par les membres du gang. La jeune fille a déclaré que les membres de gangs étaient au courant qu'elle vivait dans un foyer pour enfants et qu'Akhtar Dogar, un membre du gang, l'avait attendue au coin du foyer à Henley-on-Thames. Elle décrit avoir été transportée dans des appartements, des maisons d'hôtes et des parcs, où elle a été violée.

## Réaction des médias
The Daily Telegraph a rapporté les déclarations du Dr Taj Hargey, imam de la Congrégation islamique d'Oxford, en disant que « la race et la religion étaient intimement liées à la récente vague de viols dans lesquels des hommes musulmans ont pris pour cibles des jeunes filles blanches mineures » :
La vision de certains prédicateurs islamiques envers les femmes blanches peut être épouvantable. Ils encouragent leurs adeptes à croire que ces femmes sont habituellement débauchées, décadentes et sordides, des péchés rendus encore pires par le fait qu'elles sont des kouffars ou des non-croyantes. Leur code vestimentaire, des minijupes et tops sans manche, est réputé refléter leurs attitudes impures et immorales. Selon cette mentalité, ces femmes blanches méritent d'être punies pour leur comportement en étant exploitées et dégradées.
Hargey accuse les services de l'État, notamment la police, les services sociaux et le système de soins, d'avoir fait « semblant d'ignorer les crimes écœurants qui se passaient devant leurs yeux. Terrifiés par les accusations de racisme, voulant désespérément ne pas saboter la religion officielle de la diversité culturelle, ils n'ont pris aucune mesure contre ces abus évidents ». Il accuse également les imams d'avoir encouragé ces crimes en véhiculant parmi les fidèles l'idée que les femmes blanches devaient être punies.
Toujours dans les colonnes du Daily Telegraph, la journaliste Allison Pearson (en) affirme que la « peur du racisme » avait rendu possibles ces crimes sexuels contre des filles blanches par des Pakistanais musulmans non seulement à Oxford, mais dans tout le pays. Elle décrit la communauté musulmane pakistanaise comme « une société victorienne ayant atterri tel le Doctor Who's Tardis sur une planète libérale et permissive qu'elle méprise ». Elle critique également le point de vue de Sue Berelowitz, le sous-commissaire à l'enfance, qui a tenté de minimiser la sur-représentation de certains groupes dans la série de crimes contre des enfants. Tout en exprimant son soulagement que des actions soient en train d'être prises contre ce problème, elle conclut que les causes du problème ne sont pas résolues : « ce qui reste, c'est une classe politique encore bien trop timide pour défier le séparatisme croissant et alarmant au sein de l'éducation et du droit musulmans ».

Dans The Independent, le commentateur Paul Vallely a souligné qu'il y avait un danger pour les médias d'alimenter un mélange toxique de « combinaison de dépravation et d'indignation auto-justifiée », proposant des stéréotypes vicieux sur la culture musulmane pakistanaise. Il a souligné que ces crimes sexuels ne se limitaient pas aux musulmans pakistanais et n'étaient pas dirigés uniquement contre des victimes blanches : un gang musulman turc à Londres ayant ciblé une fille bangladaise et, dans l'affaire Rochdale, un auteur musulman pakistanais avait violé un membre de sa propre communauté. Paul Vallely met en évidence des voix de la communauté musulmane s'interrogeant à propos de ces évènements :
La romancière Bina Shah a critiqué la culture de racisme, de misogynie, de tribalisme et de vulgarité sexuelle chez les hommes « provenant des régions les plus pauvres, les moins instruites et les plus fermées du Pakistan ». Julie Siddiqi, directrice exécutive de la Société islamique de Grande-Bretagne, a appelé à une modification de la domination masculine au sommet de nombreuses organisations musulmanes qui ont peut-être contribué au silence de leur communauté sur l’exploitation des victimes.

## Condamnations
En juin 2013, le gang a reçu des peines totalisant 95 ans pour ce que le juge président, le juge Peter Rook, a qualifié de « série de crimes sexuels de la plus grande dépravation ». Les frères Mohammed et Bassam Karrar ont reçu des peines d'emprisonnement à perpétuité, avec un emprisonnement d'une durée minimale de 20 ans pour Mohammed Karrar et de 15 ans pour Bassam Karrar. Les frères Akhtar et Anjum Dogar ont reçu des peines d'emprisonnement à perpétuité avec des emprisonnements d'une durée minimale de 17 ans. Kamar Jamil a été condamné à perpétuité avec une période de sûreté de 12 ans. Assad Hussain et Zeeshan Ahmed ont été condamnés à sept ans de prison.

## 2015
Une étude du gang d'Oxford commandée par Maggie Blyth, présidente indépendante du conseil d'administration de la protection de l'enfance d'Oxfordshire a été publiée en mars 2015. Cette étude rapporte qu'environ 373 enfants, dont 50 garçons, sont susceptibles d'avoir été victimes des gangs d'hommes dans l'Oxfordshire en seize ans. Le rapport a critiqué la police de la vallée de la Tamise et le Conseil du comté d'Oxfordshire pour « de nombreuses erreurs » et pour ne pas avoir agi plus tôt. Parmi les faiblesses pointées, le rapport fait mention d'une culture du déni parmi les professionnels des services sociaux, qui ont notamment accusé les victimes de comportement débauché et difficile. Le rapport reproche à ces professionnels d'avoir mis en danger les enfants, d'avoir toléré les activités sexuelles pédophiles et de ne pas reconnaître que les filles avaient été exploitées et forcées par la violence. Le rapport appelait à la mise en place de recherches pour déterminer pourquoi les auteurs « d'origine pakistanaise et / ou musulmans » constituaient une part importante des auteurs des crimes.
Le rapport n'a révélé aucune preuve de faute professionnelle grave et a déclaré que les cadres supérieurs n'étaient pas conscients de ce qui se passait et que personne n'avait été puni ni licencié, malgré les erreurs commises. Le député d'Oxford East, Andrew Smith, a demandé au gouvernement de mettre en place une enquête indépendante. Lors d'un sommet après les révélations des scandales à Rotherham et Oxfordshire, le Premier ministre David Cameron a fait un certain nombre de propositions. Il a proposé jusqu'à cinq ans de prison pour les enseignants, les conseillers et les travailleurs sociaux en Angleterre et au Pays de Galles qui n'avaient pas protégé les enfants, des amendes illimitées pour les particuliers et les organisations qui ont laissé tomber les enfants et la mise en place d'une ligne d'assistance téléphonique nationale pour permettre aux professionnels de signaler de nouvelles dérives.